# 클루브 나시오날 데 푸트볼
클루브 나시오날 데 푸트볼(Club Nacional de Football) 또는 나시오날(Nacional)은 우루과이의 수도 몬테비데오를 근거지로 하는 종합 스포츠 클럽이다. 우루과이 체육단(Uruguay Athletic Club)과 몬테비데오 축구팀(Montevideo Football Club)이 합쳐져 1899년 5월 14일 창단되었으며, 우루과이 프리메라 디비시온에 속해 있다.
나시오날은 영국인이나 유럽계 이민자 들을 기원으로 하는 다른 역사가 오랜 팀들과는 달리, 오로지 라틴 아메리카 현지인만으로 만들어진 최초의 축구팀이다. 나시오날에는 축구 팀 이외에도 농구, 사이클, 테니스, 배구 등 다른 스포츠 팀도 소속되어 있다. 그 중에서도 축구 팀이 가장 중요하게 여겨진다.
나시오날은 무려 123번이나 되는 국내 우승 기록을 가지고 있으며, 세 차례의 인터콘티넨털컵 우승을 포함하여 수많은 국제 대회 우승컵을 들어올린 세계에서 가장 성공한 축구팀 중 하나이다. 영원한 라이벌 페냐롤과의 더비 경기(clásico)는 우루과이에서 가장 중요한 스포츠 이벤트로서, 스코틀랜드 프리미어리그의 올드 펌과 더불어 세계에서 가장 치열하고 오래된 더비 중 하나로 꼽힌다.

## 우승 기록

#### 아마추어 (1890~1931）:11회
- 1902, 1903, 1912, 1915, 1916, 1917, 1919, 1920, 1922, 1923, 1924

#### 프리메라 디비시온(1932~): 36회
- 1933, 1934, 1939, 1940, 1941, 1942, 1943, 1946, 1947, 1950, 1952, 1955, 1956, 1957, 1963, 1966, 1969, 1970, 1971, 1972, 1977, 1980, 1983, 1992, 1998, 2000, 2001, 2002, 2005, 2005-06, 2009-09, 2010-11, 2011-12, 2014-15, 2016, 2019, 2020, 2022

- 그 밖에 코파 콤페텐시아 등 총 82차례 우승컵을 더 들어 올림.

#### 국제 대회: 9회
- 인터콘티넨털컵 (3회) : 1971년, 1980년, 1988년
- 코파 리베르타도레스 (3회) : 1971년, 1980년, 1988년
- 코파 인테라메리카나 (2회) : 1972년, 1989년
- 레코파 수다메리카나 (1회) : 1989년

## 인차(Hincha)
남미의 축구팬, 또는 응원문화를 가리키는 말로 인차(스페인어: hincha)가 있다. 이 인차라는 단어 처음 사용한 사람들이 바로 나시오날의 팬들이다.
인차는 축구공에 공기를 넣는 것을 가리키는 라플라타 유역 속어인 hincharlas(스페인어에선 infrar라고 함)에서 비롯되었다고 한다. 1900년대 레예스라 불리던 열정적인 나시오날의 직원(팬)들이 공기 주입기를 사용해 응원하던 것이 그 기원이다. 그 후로 전 세계의 스페인어 사용 축구팬들에게 널리 사용되고 있다.

## 선수 명단

### 현역
참고: FIFA 자격 규정에 따라 소속된 국가대표팀 국기를 표시합니다. 선수는 복수의 FIFA 비회원국 국적을 가지고 있을 수 있습니다.
| 번호 | 포지션 | 국적   | 이름            |
| ---- | ------ | ------ | --------------- |
| 11   | DF     |        | 가브리엘 바에스 |
| 12   | GK     | 파나마 | 루이스 메히아   |

| 번호 | 포지션 | 국적     | 이름              |
| ---- | ------ | -------- | ----------------- |
| 19   | FW     |          | 가스톤 곤살레스   |
| 29   | FW     | 파라과이 | 페데리코 산탄데르 |

## 역대 감독
| 감독                     | 임기      |
| ------------------------ | --------- |
| 엑토르 카스트로          | 1940~1943 |
| 엔리케 페르난데스 비올라 | 1946      |
| 엔리케 페르난데스 비올라 | 1950~1952 |
| 엑토르 스카로네          | 1954      |
| 아돌포 페데르네라        | 1955      |
| 페르난도 리에라          | 1966      |
| 로베르토 플레이타스      | 1987      |
| 로베르토 플레이타스      | 1988      |
| 마르틴 라사르테          | 2005~2006 |
| 로돌포 아루아바레나      | 2013~2014 |
| 구스타보 무누아          | 2015~2016 |
| 마르틴 라사르테          | 2016~2017 |
| 구스타보 무누아          | 2019~2020 |
| 알바로 레코바            | 2023~2024 |
| 마르틴 라사르테          | 2024~     |